# Sondaggi sulle elezioni politiche in Italia del 2018
In questa pagina sono riportati i dati dei principali sondaggi elettorali effettuati sulle elezioni politiche in Italia del 2018.
Nella tabella qui sotto sono riportati in ordine cronologico i dati a partire dal 28 dicembre 2017, data di scioglimento delle Camere e di indizione ufficiale delle nuove elezioni. Le percentuali dei partiti sono relative alla parte del campione che esprime un'intenzione di voto, mentre i dati su indecisi e astenuti al totale degli intervistati; tutti i dati sono tratti dal sito ufficiale dei sondaggi politici ed elettorali, curato dalla Presidenza del Consiglio dei ministri.

## Sondaggi effettuati dal 28 dicembre 2017 al 16 febbraio 2018
| Data rilevazione | Istituto                                            | Centro-destra                                       | Centro-destra                                       | Centro-destra                                       | Centro-destra                                       | Centro-destra                                       | Centro-sinistra                                     | Centro-sinistra                                     | Centro-sinistra                                     | M5S                                                 | LeU                                                 | Altri                                               | Indecisi                                            | Astensione                                          |
| Data rilevazione | Istituto                                            | FI                                                  | Lega                                                | FdI                                                 | Altri                                               | Totale                                              | PD                                                  | Altri                                               | Totale                                              | M5S                                                 | LeU                                                 | Altri                                               | Indecisi                                            | Astensione                                          |
| ---------------- | --------------------------------------------------- | --------------------------------------------------- | --------------------------------------------------- | --------------------------------------------------- | --------------------------------------------------- | --------------------------------------------------- | --------------------------------------------------- | --------------------------------------------------- | --------------------------------------------------- | --------------------------------------------------- | --------------------------------------------------- | --------------------------------------------------- | --------------------------------------------------- | --------------------------------------------------- |
| 5-7 gennaio      | EMG Acqua                                           | 14,8                                                | 13,6                                                | 5,5                                                 | 2,2                                                 | 36,1                                                | 24,1                                                | 4,3                                                 | 28,4                                                | 28,2                                                | 5,6                                                 | 1,7                                                 | 15,8                                                | 32,6                                                |
| 6-8 gennaio      | Demopolis                                           | 15,3                                                | 14,0                                                | 5,0                                                 | 1,9                                                 | 36,2                                                | 24,0                                                | 2,5                                                 | 26,5                                                | 29,0                                                | 7,0                                                 | 1,3                                                 | 18,0                                                | 39,0                                                |
| 6-9 gennaio      | Sondaggi Bidimedia                                  | 16,1                                                | 12,9                                                | 4,5                                                 | 2,5                                                 | 36,0                                                | 24,1                                                | 4,3                                                 | 28,4                                                | 27,0                                                | 5,9                                                 | 2,4                                                 | -                                                   | 39,5                                                |
| 8-9 gennaio      | Tecnè                                               | 18,0                                                | 12,6                                                | 5,3                                                 | 3,3                                                 | 39,2                                                | 20,7                                                | 4,3                                                 | 25,0                                                | 28,1                                                | 6,7                                                 | 1,0                                                 | 42,2                                                | 42,2                                                |
| 8-10 gennaio     | Ixè                                                 | 17,2                                                | 11,8                                                | 4,9                                                 | 2,4                                                 | 36,3                                                | 23,1                                                | 3,4                                                 | 26,5                                                | 27,8                                                | 7,0                                                 | 2,4                                                 | non indicato                                        | non indicato                                        |
| 8-10 gennaio     | Index Research                                      | 15,0                                                | 13,7                                                | 5,4                                                 | 2,6                                                 | 36,7                                                | 24,0                                                | 4,0                                                 | 28,0                                                | 28,0                                                | 6,2                                                 | 1,1                                                 | non indicato                                        | non indicato                                        |
| 9-11 gennaio     | EMG Acqua                                           | 15,3                                                | 13,5                                                | 5,5                                                 | 2,4                                                 | 36,7                                                | 23,5                                                | 4,3                                                 | 27,8                                                | 27,9                                                | 6,5                                                 | 1,8                                                 | 15,5                                                | 33,1                                                |
| 10-11 gennaio    | Demopolis                                           | 15,6                                                | 13,8                                                | 5,0                                                 | 1,9                                                 | 36,3                                                | 23,5                                                | 3,5                                                 | 27,0                                                | 29,2                                                | 6,5                                                 | 1,0                                                 | 19,0                                                | 38,0                                                |
| 10-11 gennaio    | Ipsos                                               | 16,5                                                | 13,8                                                | 4,7                                                 | 0,9                                                 | 35,9                                                | 23,1                                                | 4,4                                                 | 27,5                                                | 28,7                                                | 6,4                                                 | 0,8                                                 | 34,0                                                | 34,0                                                |
| 12-14 gennaio    | EMG Acqua                                           | 15,7                                                | 13,8                                                | 5,5                                                 | 2,6                                                 | 37,6                                                | 23,8                                                | 4,4                                                 | 28,2                                                | 26,8                                                | 6,0                                                 | 1,4                                                 | 15,1                                                | 33,9                                                |
| 12-15 gennaio    | Tecnè                                               | 18,1                                                | 12,5                                                | 5,2                                                 | 3,4                                                 | 39,2                                                | 21,0                                                | 4,2                                                 | 25,2                                                | 27,9                                                | 6,3                                                 | 1,4                                                 | 40,4                                                | 40,4                                                |
| 15 gennaio       | Euromedia                                           | 18,0                                                | 13,5                                                | 4,4                                                 | 3,1                                                 | 39,0                                                | 24,2                                                | 3,7                                                 | 27,9                                                | 26,3                                                | 6,0                                                 | 0,8                                                 | 32,0                                                | 32,0                                                |
| 15 gennaio       | Istituto Piepoli                                    | 15,0                                                | 14,0                                                | 5,0                                                 | 2,5                                                 | 36,5                                                | 25,0                                                | 3,5                                                 | 28,5                                                | 27,0                                                | 7,0                                                 | 1,0                                                 | 30,0                                                | 30,0                                                |
| 16-17 gennaio    | Index Research                                      | 15,6                                                | 13,6                                                | 5,3                                                 | 2,5                                                 | 37,0                                                | 24,0                                                | 3,9                                                 | 27,9                                                | 27,5                                                | 6,5                                                 | 1,1                                                 | non indicato                                        | non indicato                                        |
| 17-19 gennaio    | Ixè                                                 | 17,4                                                | 11,3                                                | 4,5                                                 | 2,5                                                 | 35,7                                                | 22,3                                                | 3,7                                                 | 26,0                                                | 27,8                                                | 7,4                                                 | 3,1                                                 | non indicato                                        | non indicato                                        |
| 18-21 gennaio    | Lorien Consulting                                   | 15,9                                                | 12,2                                                | 4,0                                                 | 1,9                                                 | 34,0                                                | 25,3                                                | 2,7                                                 | 28,0                                                | 29,2                                                | 5,9                                                 | 2,9                                                 | non indicato                                        | non indicato                                        |
| 19-21 gennaio    | EMG Acqua                                           | 16,0                                                | 13,9                                                | 5,1                                                 | 2,7                                                 | 37,7                                                | 23,7                                                | 4,4                                                 | 28,1                                                | 27,0                                                | 6,1                                                 | 1,1                                                 | 14,2                                                | 33,8                                                |
| 19-22 gennaio    | Tecnè                                               | 18,2                                                | 12,6                                                | 5,4                                                 | 3,0                                                 | 39,2                                                | 22,3                                                | 4,0                                                 | 26,3                                                | 27,0                                                | 6,2                                                 | 1,3                                                 | 40,8                                                | 40,8                                                |
| 22 gennaio       | Istituto Piepoli                                    | 15,0                                                | 13,5                                                | 4,5                                                 | 2,5                                                 | 35,5                                                | 25,5                                                | 3,5                                                 | 29,0                                                | 27,5                                                | 7,0                                                 | 1,0                                                 | non indicato                                        | non indicato                                        |
| 22-23 gennaio    | Tecnè                                               | 18,3                                                | 12,5                                                | 5,3                                                 | 2,9                                                 | 39,0                                                | 22,4                                                | 3,8                                                 | 26,2                                                | 27,4                                                | 6,4                                                 | 1,0                                                 | 40,3                                                | 40,3                                                |
| 23-24 gennaio    | Index Research                                      | 15,8                                                | 13,7                                                | 5,2                                                 | 2,6                                                 | 37,3                                                | 24,0                                                | 3,9                                                 | 27,9                                                | 27,0                                                | 6,5                                                 | 1,3                                                 | non indicato                                        | non indicato                                        |
| 22-25 gennaio    | Ixè                                                 | 16,7                                                | 11,9                                                | 4,4                                                 | 2,4                                                 | 35,4                                                | 21,8                                                | 3,6                                                 | 25,4                                                | 29,2                                                | 7,0                                                 | 3,0                                                 | non indicato                                        | non indicato                                        |
| 22-25 gennaio    | Demos&Pi e Demetra                                  | 15,8                                                | 12,8                                                | 5,2                                                 | -                                                   | -                                                   | 23,0                                                | -                                                   | -                                                   | 28,0                                                | 6,9                                                 | -                                                   | 47,0                                                | -                                                   |
| 22 gen-2 feb     | Termometro Politico                                 | 15,5                                                | 14,0                                                | 5,3                                                 | 1,5                                                 | 36,3                                                | 22,0                                                | 4,1                                                 | 26,1                                                | 26,8                                                | 5,6                                                 | 5,2                                                 | non indicato                                        | non indicato                                        |
| 23-24 gennaio    | Ipsos                                               | 16,9                                                | 13,7                                                | 4,6                                                 | 1,1                                                 | 36,3                                                | 22,7                                                | 4,0                                                 | 26,7                                                | 29,3                                                | 6,1                                                 | 1,6                                                 | non indicato                                        | non indicato                                        |
| 23-25 gennaio    | EMG Acqua                                           | 15,9                                                | 14,3                                                | 5,0                                                 | 2,8                                                 | 38,0                                                | 23,4                                                | 4,4                                                 | 27,8                                                | 26,7                                                | 6,0                                                 | 1,5                                                 | 14,0                                                | 33,3                                                |
| 24-25 gennaio    | Euromedia                                           | 18,4                                                | 13,6                                                | 4,5                                                 | 2,6                                                 | 39,1                                                | 24,3                                                | 3,5                                                 | 27,8                                                | 26,4                                                | 6,0                                                 | 0,7                                                 | 32,7                                                | 32,7                                                |
| 26-28 gennaio    | EMG Acqua                                           | 15,9                                                | 13,8                                                | 5,0                                                 | 2,8                                                 | 37,5                                                | 24,0                                                | 4,7                                                 | 28,7                                                | 26,5                                                | 5,7                                                 | 1,6                                                 | 14,0                                                | 32,8                                                |
| 29 gennaio       | Tecnè                                               | 18,3                                                | 12,8                                                | 5,1                                                 | 2,8                                                 | 39,0                                                | 22,2                                                | 3,7                                                 | 25,9                                                | 27,8                                                | 6,2                                                 | 1,1                                                 | 42,8                                                | 42,8                                                |
| 29-31 gennaio    | SWG                                                 | 15,9                                                | 12,9                                                | 5,1                                                 | 2,3                                                 | 36,2                                                | 23,7                                                | 4,4                                                 | 28,1                                                | 28,4                                                | 6,0                                                 | 1,3                                                 | 36,9                                                | 36,9                                                |
| 29 gen-1 feb     | Ixè                                                 | 17,0                                                | 11,5                                                | 4,3                                                 | 2,5                                                 | 35,3                                                | 22,0                                                | 3,8                                                 | 25,8                                                | 28,7                                                | 7,3                                                 | 2,9                                                 | non indicato                                        | non indicato                                        |
| 30 gen-1 feb     | EMG Acqua                                           | 16,0                                                | 13,6                                                | 4,8                                                 | 2,8                                                 | 37,2                                                | 23,8                                                | 4,8                                                 | 28,6                                                | 26,9                                                | 5,3                                                 | 2,0                                                 | 13,1                                                | 31,7                                                |
| 30 gen-2 feb     | Sondaggi Bidimedia                                  | 16,2                                                | 13,3                                                | 4,2                                                 | 2,2                                                 | 35,9                                                | 24,2                                                | 4,9                                                 | 29,1                                                | 26,2                                                | 5,0                                                 | 3,8                                                 | -                                                   | 38,0                                                |
| 31 gennaio       | Euromedia                                           | 18,4                                                | 13,6                                                | 4,5                                                 | 2,6                                                 | 39,1                                                | 24,3                                                | 3,5                                                 | 27,8                                                | 26,4                                                | 6,0                                                 | 0,7                                                 | 32,7                                                | 32,7                                                |
| 1-4 febbraio     | Lorien Consulting                                   | 17,1                                                | 12,3                                                | 4,4                                                 | 1,8                                                 | 35,6                                                | 24,0                                                | 3,0                                                 | 27,0                                                | 28,1                                                | 5,7                                                 | 3,6                                                 | non indicato                                        | non indicato                                        |
| 2-4 febbraio     | EMG Acqua                                           | 15,8                                                | 14,3                                                | 4,6                                                 | 2,8                                                 | 37,5                                                | 23,0                                                | 4,9                                                 | 27,9                                                | 27,2                                                | 5,4                                                 | 2,0                                                 | 12,7                                                | 31,9                                                |
| 5 febbraio       | Istituto Piepoli                                    | 16,0                                                | 13,0                                                | 5,0                                                 | 2,5                                                 | 36,5                                                | 25,0                                                | 4,8                                                 | 29,8                                                | 27,0                                                | 6,5                                                 | -                                                   | -                                                   | 31,0-35,0                                           |
| 5-7 febbraio     | Ixè                                                 | 17,3                                                | 11,1                                                | 4,8                                                 | 2,7                                                 | 35,9                                                | 22,1                                                | 4,5                                                 | 26,6                                                | 28,3                                                | 6,5                                                 | 2,7                                                 | non indicato                                        | non indicato                                        |
| 5-9 febbraio     | Termometro Politico                                 | 15,3                                                | 14,8                                                | 5,5                                                 | 2,0                                                 | 37,6                                                | 21,9                                                | 3,7                                                 | 25,6                                                | 26,8                                                | 5,3                                                 | 3,2                                                 | non indicato                                        | non indicato                                        |
| 6-7 febbraio     | Index Research                                      | 15,7                                                | 14,1                                                | 5,0                                                 | 2,6                                                 | 37,4                                                | 23,5                                                | 4,5                                                 | 28,0                                                | 27,3                                                | 6,0                                                 | 1,3                                                 | non indicato                                        | non indicato                                        |
| 6-7 febbraio     | Tecnè                                               | 18,3                                                | 13,2                                                | 4,9                                                 | 2,9                                                 | 39,3                                                | 22,1                                                | 3,6                                                 | 25,7                                                | 28,0                                                | 5,7                                                 | 1,3                                                 | 41,5                                                | 41,5                                                |
| 6-8 febbraio     | EMG Acqua                                           | 15,0                                                | 14,6                                                | 4,6                                                 | 2,8                                                 | 37,0                                                | 22,4                                                | 5,0                                                 | 27,4                                                | 28,1                                                | 5,7                                                 | 1,8                                                 | 13,2                                                | 31,4                                                |
| 7-8 febbraio     | Demopolis                                           | 16,3                                                | 14,0                                                | 4,7                                                 | 2,2                                                 | 37,2                                                | 22,8                                                | 4,7                                                 | 27,5                                                | 28,3                                                | 5,8                                                 | 1,2                                                 | 21,0                                                | 35,0                                                |
| 8-11 febbraio    | Lorien Consulting                                   | 17,9                                                | 12,3                                                | 4,6                                                 | 1,2                                                 | 36,0                                                | 23,6                                                | 3,5                                                 | 27,1                                                | 27,6                                                | 5,0                                                 | 4,4                                                 | non indicato                                        | non indicato                                        |
| 8-12 febbraio    | Sondaggi Bidimedia                                  | 16,3                                                | 14,5                                                | 3,9                                                 | 2,5                                                 | 37,2                                                | 24,4                                                | 4,8                                                 | 29,2                                                | 25,3                                                | 4,6                                                 | 3,7                                                 | -                                                   | 36,0                                                |
| 9-11 febbraio    | EMG Acqua                                           | 16,1                                                | 13,9                                                | 4,6                                                 | 2,8                                                 | 37,4                                                | 22,8                                                | 5,1                                                 | 27,9                                                | 27,3                                                | 5,2                                                 | 2,2                                                 | 12,6                                                | 31,1                                                |
| 10-14 febbraio   | Keix-Mrs                                            | 16,4                                                | 12,3                                                | 5,4                                                 | 1,8                                                 | 35,9                                                | 22,7                                                | 4,9                                                 | 27,6                                                | 30,1                                                | 5,1                                                 | 3,0                                                 | -                                                   | 21,0-32,2                                           |
| 10-16 febbraio   | Termometro Politico                                 | 15,9                                                | 14,8                                                | 5,0                                                 | 1,8                                                 | 37,5                                                | 21,3                                                | 5,0                                                 | 26,3                                                | 26,3                                                | 5,3                                                 | 4,6                                                 | non indicato                                        | non indicato                                        |
| 12 febbraio      | Euromedia Research                                  | 17,5                                                | 14,1                                                | 4,8                                                 | 2,2                                                 | 38,6                                                | 22,4                                                | 4,6                                                 | 26,0                                                | 27,0                                                | 6,1                                                 | 2,3                                                 | 30,6                                                | 30,6                                                |
| 12-13 febbraio   | Tecnè                                               | 18,3                                                | 12,8                                                | 5,0                                                 | 2,9                                                 | 39,0                                                | 21,8                                                | 4,2                                                 | 26,0                                                | 28,3                                                | 5,3                                                 | 1,4                                                 | 39,2                                                | 39,2                                                |
| 12-14 febbraio   | Demos&Pi e Demetra                                  | 16,3                                                | 13,2                                                | 4,8                                                 | -                                                   | -                                                   | 21,9                                                | -                                                   | -                                                   | 27,8                                                | 6,1                                                 | -                                                   | 45,0                                                | -                                                   |
| 12-14 febbraio   | Index Research                                      | 16,4                                                | 13,8                                                | 4,9                                                 | 2,4                                                 | 37,5                                                | 22,8                                                | 4,4                                                 | 27,2                                                | 27,6                                                | 5,9                                                 | 1,8                                                 | non indicato                                        | non indicato                                        |
| 12-14 febbraio   | Ixè                                                 | 18,0                                                | 10,8                                                | 4,7                                                 | 2,2                                                 | 35,7                                                | 21,5                                                | 4,8                                                 | 26,3                                                | 28,1                                                | 6,0                                                 | 3,9                                                 | non indicato                                        | non indicato                                        |
| 12-14 febbraio   | SWG                                                 | 15,2                                                | 13,4                                                | 4,4                                                 | 2,2                                                 | 35,2                                                | 23,5                                                | 5,1                                                 | 28,6                                                | 28,3                                                | 5,9                                                 | 2,0                                                 | 18,0                                                | -                                                   |
| 13-14 febbraio   | Istituto Piepoli                                    | 16,0                                                | 13,0                                                | 5,0                                                 | 3,0                                                 | 37,0                                                | 24,5                                                | 4,8                                                 | 29,3                                                | 27,0                                                | 6,0                                                 | 0,7                                                 | -                                                   | 28,0                                                |
| 13-15 febbraio   | EMG Acqua                                           | 16,0                                                | 14,2                                                | 4,6                                                 | 2,7                                                 | 37,5                                                | 22,7                                                | 5,2                                                 | 27,9                                                | 27,1                                                | 5,4                                                 | 2,1                                                 | 12,3                                                | 32,0                                                |
| 14 febbraio      | Euromedia Research                                  | 17,3                                                | 14,2                                                | 4,8                                                 | 2,3                                                 | 38,6                                                | 22,1                                                | 4,0                                                 | 26,1                                                | 26,8                                                | 5,8                                                 | 2,1                                                 | 29,3                                                | 29,3                                                |
| 14-15 febbraio   | Demopolis                                           | 16,5                                                | 14,2                                                | 5,0                                                 | 2,3                                                 | 38,0                                                | 22,5                                                | 4,5                                                 | 27,0                                                | 28,0                                                | 6,0                                                 | < 2,0                                               | 20,0                                                | 34,0                                                |
| 17 febbraio      | Divieto preelettorale di pubblicazione dei sondaggi | Divieto preelettorale di pubblicazione dei sondaggi | Divieto preelettorale di pubblicazione dei sondaggi | Divieto preelettorale di pubblicazione dei sondaggi | Divieto preelettorale di pubblicazione dei sondaggi | Divieto preelettorale di pubblicazione dei sondaggi | Divieto preelettorale di pubblicazione dei sondaggi | Divieto preelettorale di pubblicazione dei sondaggi | Divieto preelettorale di pubblicazione dei sondaggi | Divieto preelettorale di pubblicazione dei sondaggi | Divieto preelettorale di pubblicazione dei sondaggi | Divieto preelettorale di pubblicazione dei sondaggi | Divieto preelettorale di pubblicazione dei sondaggi | Divieto preelettorale di pubblicazione dei sondaggi |

## Indicazioni di voto per sesso, età e professione
| Sondaggio Ipsos del 23-24 gennaio 2018  | Centro-destra | Centro-destra | Centro-destra | Centro-destra | Centro-destra | Centro-sinistra | Centro-sinistra | Centro-sinistra | M5S  | LeU  | Altri |
| Sondaggio Ipsos del 23-24 gennaio 2018  | FI            | Lega          | FdI           | Altri         | Totale        | PD              | Altri           | Totale          | M5S  | LeU  | Altri |
| --------------------------------------- | ------------- | ------------- | ------------- | ------------- | ------------- | --------------- | --------------- | --------------- | ---- | ---- | ----- |
| Donne                                   | 19,9          | 14,0          | 4,4           | 1,2           | 39,5          | 23,7            | 4,0             | 27,7            | 25,6 | 5,9  | 1,3   |
| Uomini                                  | 14,2          | 13,4          | 4,8           | 1,0           | 33,4          | 21,9            | 4,0             | 25,9            | 32,5 | 6,3  | 2,0   |
|                                         |               |               |               |               |               |                 |                 |                 |      |      |       |
| 18-24 anni                              | 12,3          | 17,0          | 2,6           | 0,8           | 32,7          | 22,4            | 6,5             | 28,9            | 28,1 | 8,0  | 2,3   |
| 25-34 anni                              | 14,9          | 14,3          | 4,0           | 1,4           | 34,6          | 18,9            | 6,0             | 24,9            | 32,9 | 6,0  | 1,7   |
| 35-44 anni                              | 18,6          | 16,1          | 3,5           | 0,7           | 38,9          | 15,0            | 4,0             | 19,0            | 36,5 | 4,0  | 1,6   |
| 45-54 anni                              | 16,1          | 15,9          | 5,7           | 1,2           | 38,9          | 17,6            | 4,2             | 21,8            | 32,3 | 5,4  | 1,5   |
| 55-64 anni                              | 16,2          | 14,0          | 5,1           | 1,2           | 36,5          | 22,8            | 2,8             | 25,6            | 28,8 | 7,1  | 1,9   |
| 65 anni e più                           | 19,5          | 8,2           | 5,0           | 0,9           | 33,6          | 36,1            | 2,7             | 38,8            | 18,9 | 7,2  | 1,6   |
|                                         |               |               |               |               |               |                 |                 |                 |      |      |       |
| imprenditori, professionisti, dirigenti | 15,2          | 12,0          | 5,8           | 1,2           | 34,2          | 20,2            | 7,8             | 28,0            | 28,2 | 8,2  | 1,4   |
| autonomi                                | 16,2          | 15,7          | 5,0           | 2,1           | 39,0          | 18,9            | 4,7             | 23,6            | 32,0 | 3,9  | 1,4   |
| impiegati, insegnanti                   | 11,7          | 14,6          | 3,9           | 1,2           | 31,4          | 21,8            | 4,4             | 26,2            | 33,0 | 7,4  | 2,0   |
| operai e affini                         | 14,1          | 19,6          | 3,2           | 0,9           | 37,8          | 13,6            | 3,8             | 17,4            | 40,5 | 3,0  | 1,2   |
| disoccupati, altri                      | 21,6          | 12,8          | 2,9           | 1,1           | 38,4          | 18,2            | 5,5             | 23,7            | 29,8 | 5,7  | 2,4   |
| studenti                                | 10,0          | 13,2          | 4,5           | 0,7           | 28,4          | 25,1            | 4,7             | 29,8            | 28,2 | 10,0 | 3,5   |
| casalinghe                              | 23,2          | 15,3          | 6,7           | 0,7           | 45,9          | 19,9            | 2,4             | 22,3            | 27,6 | 3,3  | 1,0   |
| pensionati                              | 19,3          | 9,3           | 5,0           | 1,1           | 34,7          | 33,0            | 2,3             | 35,3            | 20,8 | 7,5  | 1,6   |

## Proiezioni assegnazione seggi

### Stime generali
| Istituto                                                                                                   | Centro-destra    | Centro-destra   | Centro-destra | Centro-destra | Centro-destra    | Centro-sinistra  | Centro-sinistra | Centro-sinistra  | M5S              | LeU           | Altri | Incerti | Note |
| Istituto                                                                                                   | FI               | Lega            | FdI           | Altri         | Totale           | PD               | Altri           | Totale           | M5S              | LeU           | Altri | Incerti | Note |
| --- | ---------------- | --------------- | ------------- | ------------- | ---------------- | ---------------- | --------------- | ---------------- | ---------------- | ------------- | ----- | ------- | ---- |
| Piepoli | -                | -               | -             | -             | 281              | -                | -               | 166              | 145              | 26            | -     | -       | *    |
| Euromedia                                                                                                  | -                | -               | -             | -             | 273              | -                | -               | 156              | 134              | 26            | -     | 28      | **   |
| Ixè | 147              | 96              | 39            | 15            | 297              | 119              | 22              | 141              | 164              | 24            | 4     | -       |      |
| YouTrend                                                                                                   | 130              | 107             | 39            | 12            | 288              | 143              | 7               | 150              | 157              | 23            | -     | -       | *    |
| Ipsos | 119-139 (Me 129) | 91-111 (Me 101) | 34-44 (Me 39) | 11-17 (Me 14) | 270-296 (Me 283) | 126-146 (Me 136) | 16-28 (Me 22)   | 148-168 (Me 158) | 137-167 (Me 152) | 20-28 (Me 24) | -     | -       | **   |
| EMG Acqua                                                                                                  | 108-138 (Me 123) | 91-121 (Me 106) | 30-50 (Me 40) | 5-15 (Me 10)  | 259-299 (Me 279) | 129-169 (Me 149) | 3-7 (Me 5)      | 135-175 (Me 155) | 143-183 (Me 163) | 16-26 (Me 21) | -     | -       | *    |
| * esclusi seggi circoscrizione Estero (12) ** esclusi seggi Valle d'Aosta (1) e circoscrizione Estero (12) |                  |                 |               |               |                  |                  |                 |                  |                  |               |       |         |      |

| Istituto                                  | Centro-destra | Centro-destra | Centro-destra | Centro-destra | Centro-destra | Centro-sinistra | Centro-sinistra | Centro-sinistra | M5S | LeU | Altri | Note |
| Istituto                                  | FI            | Lega          | FdI           | Altri         | Totale        | PD              | Altri           | Totale          | M5S | LeU | Altri | Note |
| ----------------------------------------- | ------------- | ------------- | ------------- | ------------- | ------------- | --------------- | --------------- | --------------- | --- | --- | ----- | ---- |
| Piepoli                                   | -             | -             | -             | -             | 134           | -               | -               | 92              | 72  | 11  | -     | *    |
| Ixè                                       | 85            | 41            | 22            | 6             | 154           | 54              | 14              | 68              | 80  | 11  | 2     |      |
| YouTrend                                  | 65            | 40            | 24            | 7             | 136           | 75              | 6               | 81              | 81  | 11  | -     | *    |
| * esclusi seggi circoscrizione Estero (6) |               |               |               |               |               |                 |                 |                 |     |     |       |      |

### Stime per regione
| Regione        | Centro-destra | Centro-sinistra | M5S | LeU | Incerti |
| -------------- | ------------- | --------------- | --- | --- | ------- |
| Lombardia      | 70            | 17              | 11  | 4   | -       |
| Piemonte       | 26            | 9               | 8   | 2   | -       |
| Liguria        | 10            | 2               | 3   | 1   | -       |
| Veneto         | 37            | 6               | 5   | 2   | -       |
| Trentino       | 3             | 7               | 1   | 0   | -       |
| Friuli         | 9             | 2               | 2   | 0   | -       |
| Emilia Romagna | 13            | 22              | 7   | 3   | -       |
| Marche         | 5             | 8               | 3   | 0   | -       |
| Toscana        | 9             | 21              | 6   | 2   | -       |
| Umbria         | 2             | 5               | 2   | 0   | -       |
| Lazio          | 25            | 19              | 12  | 2   | -       |
| Abruzzo        | 4             | 3               | 6   | 1   | -       |
| Molise         | 2             | 0               | 1   | 0   | -       |
| Campania       | 16            | 16              | 20  | 3   | 5       |
| Puglia         | 7             | 9               | 16  | 2   | 8       |
| Basilicata     | 1             | 1               | 3   | 0   | 1       |
| Calabria       | 5             | 3               | 5   | 1   | 6       |
| Sicilia        | 25            | 4               | 13  | 2   | 8       |
| Sardegna       | 4             | 2               | 10  | 1   | -       |
| Totale         | 273           | 156             | 134 | 26  | 28      |

| Regione | Centro-destra  | Centro-destra | Centro-destra | Centro-sinistra | Centro-sinistra | Centro-sinistra | M5S            | M5S         | M5S    | LeU         | Collegi unin. contesi | Collegi unin. contesi | Collegi unin. contesi | Collegi unin. contesi | Collegi unin. contesi |
| Regione | Unin. "sicuri" | Quota prop.   | Totale        | Unin. "sicuri"  | Quota prop.     | Totale          | Unin. "sicuri" | Quota prop. | Totale | Quota prop. | tra CD e CS           | tra CD e M5S          | tra CS e M5S          | tra i tre poli        | Totale                |
| --- | -------------- | ------------- | ------------- | --------------- | --------------- | --------------- | -------------- | ----------- | ------ | ----------- | --------------------- | --------------------- | --------------------- | --------------------- | --------------------- |
| Lombardia | 35             | 28            | 63            | 0               | 19              | 19              | 0              | 15          | 15     | 3           | 2                     | 0                     | 0                     | 0                     | 2                     |
| Piemonte | 9              | 11            | 20            | 0               | 8               | 8               | 0              | 7           | 7      | 2           | 3                     | 1                     | 0                     | 4                     | 8                     |
| Liguria | 2              | 3             | 5             | 0               | 3               | 3               | 0              | 3           | 3      | 1           | 1                     | 0                     | 1                     | 2                     | 4                     |
| Veneto | 17             | 13            | 30            | 0               | 8               | 8               | 0              | 8           | 8      | 2           | 2                     | 0                     | 0                     | 0                     | 2                     |
| Trentino | 0              | 1             | 1             | 3               | 3               | 6               | 0              | 1           | 1      | 0           | 3                     | 0                     | 0                     | 0                     | 3                     |
| Friuli | 4              | 3             | 7             | 0               | 3               | 3               | 0              | 2           | 2      | 0           | 1                     | 0                     | 0                     | 0                     | 1                     |
| Emilia Romagna | 1              | 8             | 9             | 10              | 11              | 21              | 0              | 7           | 7      | 2           | 5                     | 0                     | 0                     | 1                     | 6                     |
| Marche | 0              | 3             | 3             | 1               | 3               | 4               | 0              | 3           | 3      | 1           | 2                     | 1                     | 0                     | 2                     | 5                     |
| Toscana | 2              | 7             | 9             | 9               | 9               | 18              | 0              | 6           | 6      | 2           | 3                     | 0                     | 0                     | 0                     | 3                     |
| Umbria | 0              | 2             | 2             | 0               | 2               | 2               | 0              | 2           | 2      | 0           | 3                     | 0                     | 0                     | 0                     | 3                     |
| Lazio | 10             | 13            | 23            | 1               | 12              | 13              | 0              | 9           | 9      | 3           | 6                     | 2                     | 0                     | 2                     | 10                    |
| Abruzzo | 1              | 3             | 4             | 0               | 2               | 2               | 0              | 3           | 3      | 1           | 0                     | 4                     | 0                     | 0                     | 4                     |
| Molise | 1              | 1             | 2             | 0               | 0               | 0               | 0              | 0           | 0      | 0           | 0                     | 1                     | 0                     | 0                     | 1                     |
| Campania | 17             | 15            | 32            | 0               | 9               | 9               | 0              | 12          | 12     | 2           | 0                     | 5                     | 0                     | 0                     | 5                     |
| Puglia | 11             | 10            | 21            | 0               | 5               | 5               | 0              | 9           | 9      | 2           | 0                     | 5                     | 0                     | 0                     | 5                     |
| Basilicata | 0              | 2             | 2             | 0               | 1               | 1               | 0              | 1           | 1      | 0           | 0                     | 2                     | 0                     | 0                     | 2                     |
| Calabria | 2              | 4             | 6             | 0               | 3               | 3               | 0              | 4           | 4      | 1           | 0                     | 6                     | 0                     | 0                     | 6                     |
| Sicilia | 3              | 13            | 16            | 0               | 6               | 6               | 2              | 12          | 14     | 2           | 0                     | 14                    | 0                     | 0                     | 14                    |
| Sardegna | 0              | 4             | 4             | 0               | 2               | 2               | 2              | 4           | 6      | 1           | 0                     | 4                     | 0                     | 0                     | 4                     |
| Totale | 115            | 144           | 259           | 24              | 109             | 133             | 4              | 108         | 112    | 25          | 31                    | 45                    | 1                     | 11                    | 88                    |
| La proiezione considera "sicuri" i collegi in cui il primo candidato nei sondaggi ha un vantaggio superiore a 5 punti percentuali |                |               |               |                 |                 |                 |                |             |        |             |                       |                       |                       |                       |                       |

| Regione | Centro-destra  | Centro-destra | Centro-destra | Centro-sinistra | Centro-sinistra | Centro-sinistra | M5S            | M5S         | M5S    | LeU         | Collegi unin. contesi | Collegi unin. contesi | Collegi unin. contesi | Collegi unin. contesi | Collegi unin. contesi |
| Regione | Unin. "sicuri" | Quota prop.   | Totale        | Unin. "sicuri"  | Quota prop.     | Totale          | Unin. "sicuri" | Quota prop. | Totale | Quota prop. | tra CD e CS           | tra CD e M5S          | tra CS e M5S          | tra i tre poli        | Totale                |
| --- | -------------- | ------------- | ------------- | --------------- | --------------- | --------------- | -------------- | ----------- | ------ | ----------- | --------------------- | --------------------- | --------------------- | --------------------- | --------------------- |
| Lombardia | 18             | 13            | 31            | 0               | 9               | 9               | 0              | 7           | 7      | 2           | 0                     | 0                     | 0                     | 0                     | 0                     |
| Piemonte | 5              | 5             | 10            | 0               | 4               | 4               | 0              | 4           | 4      | 1           | 3                     | 0                     | 0                     | 0                     | 3                     |
| Liguria | 2              | 2             | 4             | 0               | 2               | 2               | 0              | 1           | 1      | 0           | 0                     | 0                     | 0                     | 1                     | 1                     |
| Veneto | 9              | 6             | 15            | 0               | 4               | 4               | 0              | 4           | 4      | 1           | 0                     | 0                     | 0                     | 0                     | 0                     |
| Trentino | 0              | 0             | 0             | 6               | 1               | 7               | 0              | 0           | 0      | 0           | 0                     | 0                     | 0                     | 0                     | 0                     |
| Friuli | 2              | 2             | 4             | 0               | 2               | 2               | 0              | 1           | 1      | 0           | 0                     | 0                     | 0                     | 0                     | 0                     |
| Emilia Romagna | 0              | 4             | 4             | 6               | 6               | 12              | 0              | 3           | 3      | 1           | 2                     | 0                     | 0                     | 0                     | 2                     |
| Marche | 1              | 2             | 3             | 0               | 2               | 2               | 0              | 1           | 1      | 0           | 2                     | 0                     | 0                     | 0                     | 2                     |
| Toscana | 0              | 3             | 3             | 5               | 4               | 9               | 0              | 3           | 3      | 1           | 2                     | 0                     | 0                     | 0                     | 2                     |
| Umbria | 0              | 2             | 2             | 0               | 2               | 2               | 0              | 1           | 1      | 0           | 2                     | 0                     | 0                     | 0                     | 2                     |
| Lazio | 6              | 7             | 13            | 0               | 5               | 5               | 0              | 4           | 4      | 2           | 4                     | 0                     | 0                     | 0                     | 4                     |
| Abruzzo | 2              | 2             | 4             | 0               | 1               | 1               | 0              | 1           | 1      | 1           | 0                     | 0                     | 0                     | 0                     | 0                     |
| Molise | 1              | 1             | 2             | 0               | 0               | 0               | 0              | 0           | 0      | 0           | 0                     | 0                     | 0                     | 0                     | 0                     |
| Campania | 11             | 7             | 18            | 0               | 4               | 4               | 0              | 6           | 6      | 1           | 0                     | 0                     | 0                     | 0                     | 0                     |
| Puglia | 7              | 5             | 12            | 0               | 2               | 2               | 0              | 4           | 4      | 1           | 0                     | 1                     | 0                     | 0                     | 1                     |
| Basilicata | 0              | 2             | 2             | 0               | 2               | 2               | 0              | 2           | 2      | 0           | 0                     | 1                     | 0                     | 0                     | 1                     |
| Calabria | 4              | 2             | 6             | 0               | 1               | 1               | 0              | 2           | 2      | 1           | 0                     | 0                     | 0                     | 0                     | 0                     |
| Sicilia | 3              | 6             | 9             | 0               | 3               | 3               | 0              | 6           | 6      | 1           | 0                     | 6                     | 0                     | 0                     | 6                     |
| Sardegna | 0              | 2             | 2             | 0               | 1               | 1               | 0              | 2           | 2      | 0           | 0                     | 3                     | 0                     | 0                     | 3                     |
| Totale | 71             | 73            | 144           | 17              | 55              | 72              | 0              | 52          | 52     | 13          | 15                    | 11                    | 0                     | 1                     | 27                    |
| La proiezione considera "sicuri" i collegi in cui il primo candidato nei sondaggi ha un vantaggio superiore a 5 punti percentuali |                |               |               |                 |                 |                 |                |             |        |             |                       |                       |                       |                       |                       |